# Attje Kuiken
Attje Kuiken (Groningen, 27 de octubre de 1977) es una política neerlandesa que actualmente ocupa un escaño en la Segunda Cámara de los Estados Generales por el Partido del Trabajo, instancia a la que llegó el 30 de noviembre de 2006 siendo reelegida posteriormente.

## Biografía
Kuiken estudió Administración pública y Gestión pública en la Academia Thorbecke en Leeuwarden y Ciencias Políticas en la Universidad de Tilburg. Por el Partido del Trabajo, fue miembro de la junta del departamento de Breda; anteriormente, formó parte de las juventudes socialistas de la PvdA fundadas en Breda. También participó en el programa de debates Het Lagerhuis de VARA.
En las elecciones parlamentarias en 2006 Kuiken fue elegida como miembro del parlamento, mientras que en noviembre el año 2015 se convirtió en la vicepresidenta del Partido del Trabajo.